# Saint-Gildas-de-Rhuys
Saint-Gildas-de-Rhuys település Franciaországban, Morbihan megyében. Lakosainak száma 1784 fő (2022. január 1.). Saint-Gildas-de-Rhuys Sarzeau és Arzon községekkel határos.

## Népesség
A település népessége az elmúlt években az alábbi módon változott:
| Lakosok száma | 911  | 1035 | 1141 | 1601 | 1685 | 1694 | 1576 | 1531 | 1552 | 1784 |
|               | 1968 | 1982 | 1990 | 2006 | 2013 | 2015 | 2017 | 2019 | 2020 | 2022 |